# رافاييل سالم
رافاييل سالم (بالفرنسية: Raphaël Salem) هو أستاذ جامعي ورياضياتي فرنسي، ولد في 7 نوفمبر 1898 في سلانيك في اليونان، وتوفي في 20 يونيو 1963 في باريس في فرنسا.